# Humanimal
Humanimal är det tredje albumet av hårdrockgruppen Talisman från 1994. Den gav ut i en nyutgåva "Deluxe Edition" från 2012 med ny booklet och bonusmaterial.

## Låtlista
1. Humanimal
2. Fabricated War
3. D.O.A.P.S.
4. All + All
5. Seasons
6. Animal Ritual
7. Hypocrite
8. Colour My XTC
9. Since You've Gone
10. TV Reality
11. Blissful Garden
12. Lonely World
13. Tainted Pages
14. You Cannot Escape the Revelation of the Identical By Seeking Refuge in the Illusion of the Multiple
15. My Best Friends Girl
16. Dear God
17. Delusions Of Grandeur

### Medlemmar
- Marcel Jacob - bas
- Jeff Scott Soto - sång
- Fredrik Åkesson - gitarr
- Jamie Borger - trummor

### Studiomusiker
- Ronny Lahti - gitarr